# ㅐ

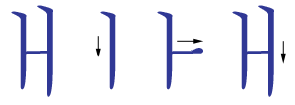
筆順

ㅐは、ハングルを構成する母音字母のひとつ。呼称はエ（애）またはアイ（아이）。字母ㅏとㅣを組み合わせて作った合成字母である。始めから終わりまで音色の変わらない単母音を表す。

## 音声
音素は/ɛ/と表される。舌を下歯に当てたまま少し大きめに口を開いて発音される非円唇前舌半広母音[ɛ]を表す。しかし、現代では実際上、ソウルを中心として/ㅔ/[e]と区別されなくなっている。そのため、区別する必要がある場合、形からして/ㅏㅣ/[ai]と読むことがある（개(犬の意、[kɛ])と게(蟹の意、[ke])を発音から区別できない場合など）。
外来語の音訳には、フランス語[ɛ̃]（앵）, 英語の[æ]に使われる。

## 沿革
現在では単母音を表す字母であるが、中期朝鮮語では[ai̯]のような下降二重母音であったと推測されている。これが単母音化されたのは18世紀末頃といわれている。
陽母音であるㅏに中性のㅣが組み合わされた字母なので、ハングルの成り立ち上は陽母音である。ただし現代朝鮮語においては、擬声語・擬態語では陰母音ㅣに対立する陽母音として扱われるのに対し（例：「생생」－「싱싱」）、用言の活用では陰母音として扱われる（例：「매다」－「매어」）。

## ラテン文字転写
文化観光部2000年式、マッキューン＝ライシャワー式ともにaeと表記される。
Hyundai（현대）のように、企業名や人名、団体名ではaiになることもある。

## 文字コード
| 名称                | 種類   | コード | HTML実体参照コード | 表示 |
| HANGUL LETTER AE    | 単体   | U+3150 | &#12624;           | ㅐ   |
| HANGUL JUNGSEONG AE | 中声用 | U+1162 | &#4450;            | ᅢ     |